# Mjuegöl
Mjuegöl är en sjö i Nybro kommun i Småland och ingår i Hagbyåns huvudavrinningsområde.